# 철원역
철원역(Cheorwon station, 鐵原驛)은 대한민국 강원특별자치도 철원군 철원읍 외촌리에 위치한 경원선과 금강산선의 철도역이었다.

## 개요
일제강점기 당시 경원선에서 기종점역인 용산, 원산에 버금가는 주요역으로 구내가 5만여평에 달하고 80여명의 직원이 배치되어 있었다. 한국 전쟁으로 폐역된 후 방치되었으나, 역 구내의 토지는 복원에 대비하여 보전관리지역으로 지정되었다. 당초에는 이 역까지 경원선을 복원하려 하였지만 민간인출입통제구역에 위치한 관계로 군(軍)과의 협의가 어렵고 예비타당성 결과가 좋지 못하여 대마리의 백마고지역까지만으로 축소되었다. 백마고지역 연장 이후 민통선을 철원역까지 후퇴시켜달라는 요구가 지역에서 제기되고 있다.

## 연혁
- 1912년 10월 21일: 경원선 연천-철원간 개통으로 개업[6]
- 1913년 7월 10일: 경원선 철원-복계간 연장 개통[7]
- 1924년 8월 1일: 금강산선 철원-김화간 개통
- 1928년: 역사 신축[8]
- 1934년 6월 9일: 구내 과선교 및 승강장 지붕 설치[9]
- 1945년~1950년: 소련 군정 및 조선민주주의인민공화국에 의해 운영됨
- 1950년 6월 25일: 한국 전쟁 발발로 자연히 폐지
- 1988년: 승강장의 잔해를 현 위치로 이전 복원[10]
- 2006년 5월 3일: "통일염원의 침목" 상징탑 건립[11]

## 역 주변
역 북쪽에서 대마사거리 쪽에서 온 국도 제3호선에 노동당사삼거리 쪽에서 온 지방도 제464호선이 합류한다.
- 철원근대문화유적센터 - 동남쪽으로 약 1 km 떨어진 곳에 위치한 박물관으로 주변에 다음의 유적이 분포해 있다.
  - 철원 얼음창고(등록문화재 제24호)
  - 철원 농산물검사소(등록문화재 제25호)
  - 철원 제2금융조합(등록문화재 제137호)
- 대마4거리 - 서남쪽으로 약 2 km 떨어져 있는 4거리로 국도 제3호선과 국도 제87호선, 지방도 제463호선이 교차하며, 민간인출입통제구역 검문소도 설치되어 있다.
- 노동당사3거리 - 동남쪽으로 약 2.5 km 떨어져 있는 3거리로 국도 제87호선에서 지방도 제464호선이 분기되며, 이곳에도 검문소가 설치되어 있다. 사요역은 노동당사3거리와 철원역의 정 중간 정도의 위치에 있었다.

## 사진

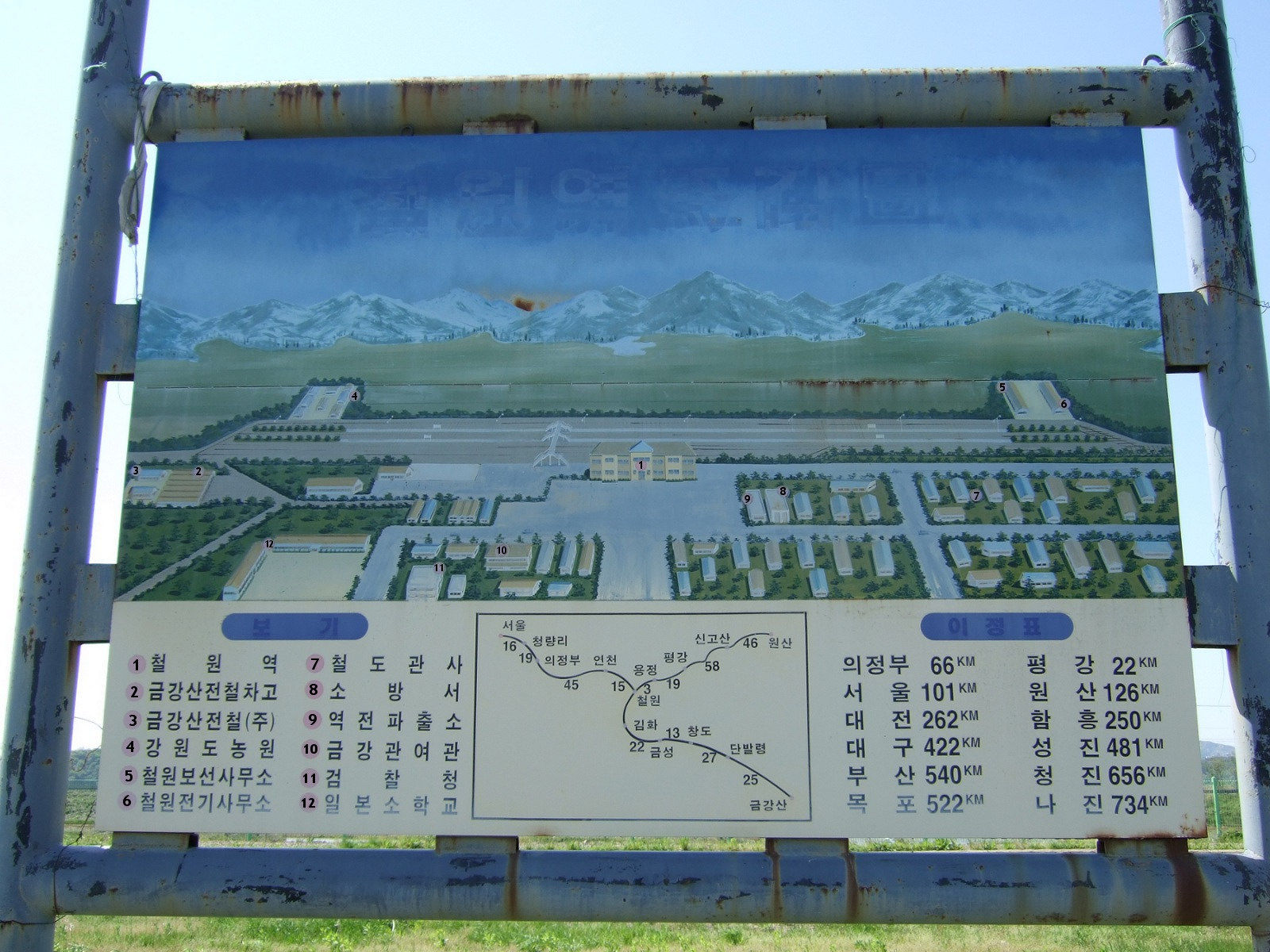
철원역의 건물 배치도
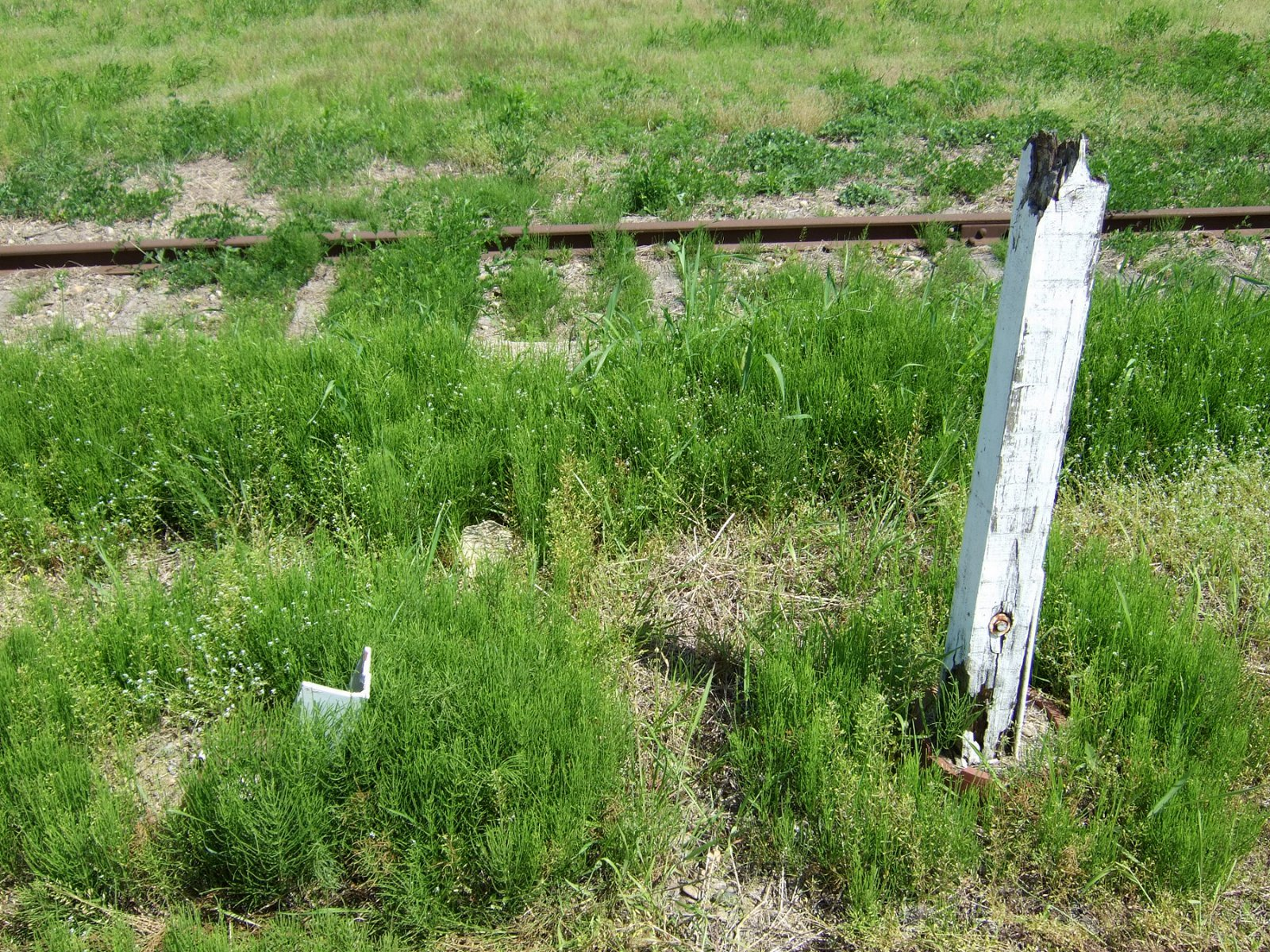
파손된 역명표
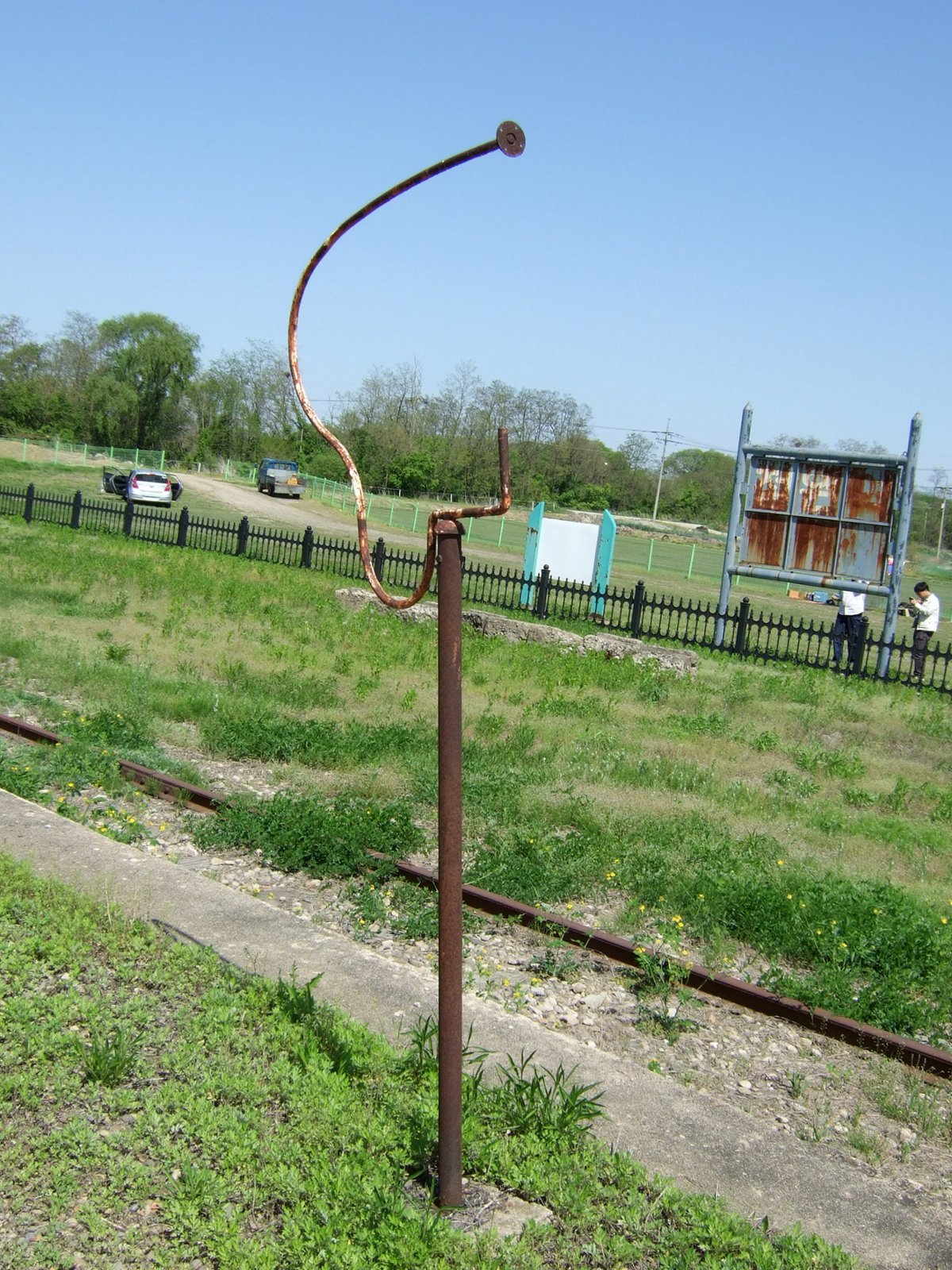
승강장의 통표걸이
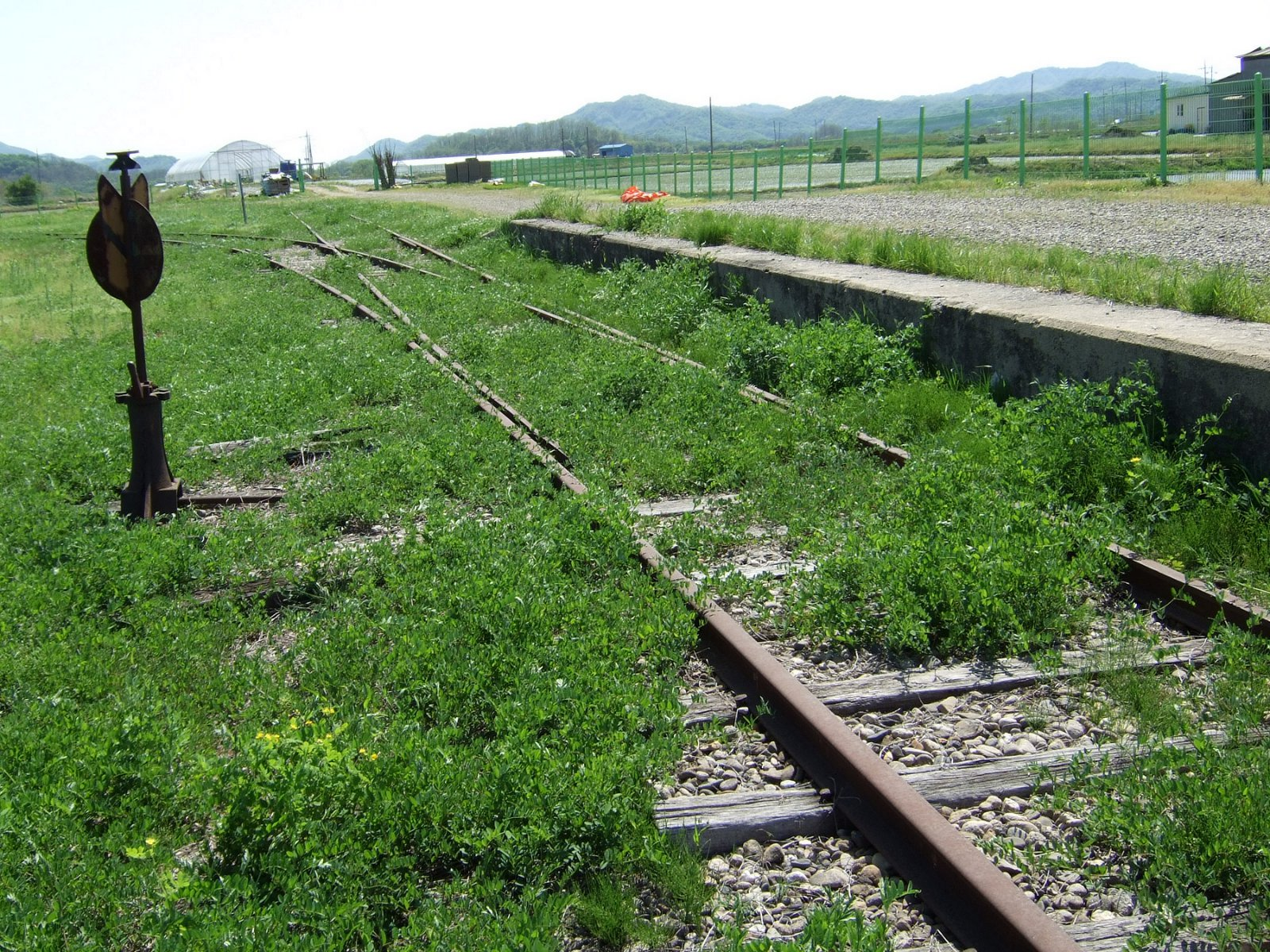
상행(백마고지, 용산 방면)
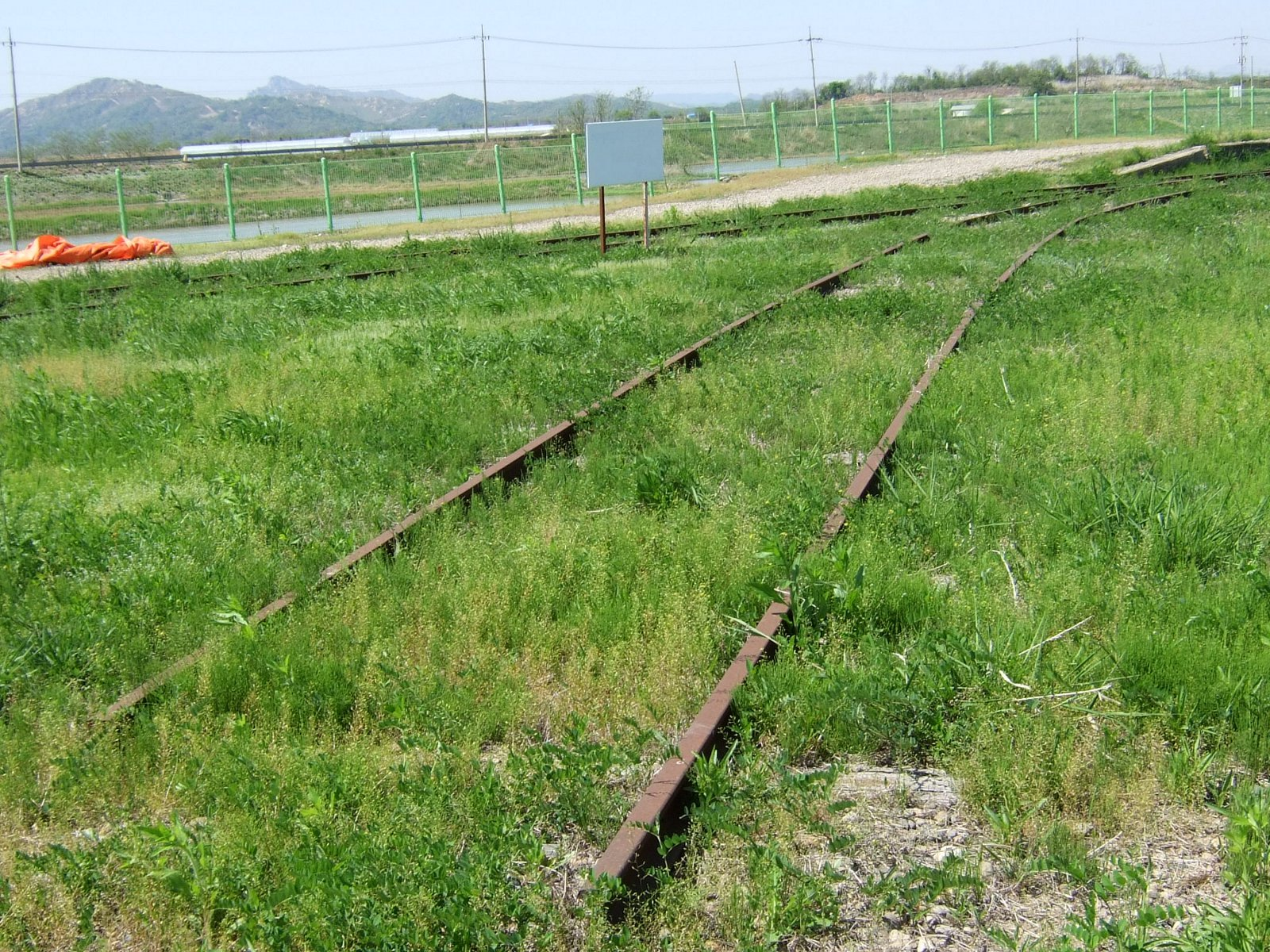
복원된 금강산선 선로. 원래의 금강산선은 N자형으로 분기되었기에 실제와는 배선이 다르다.
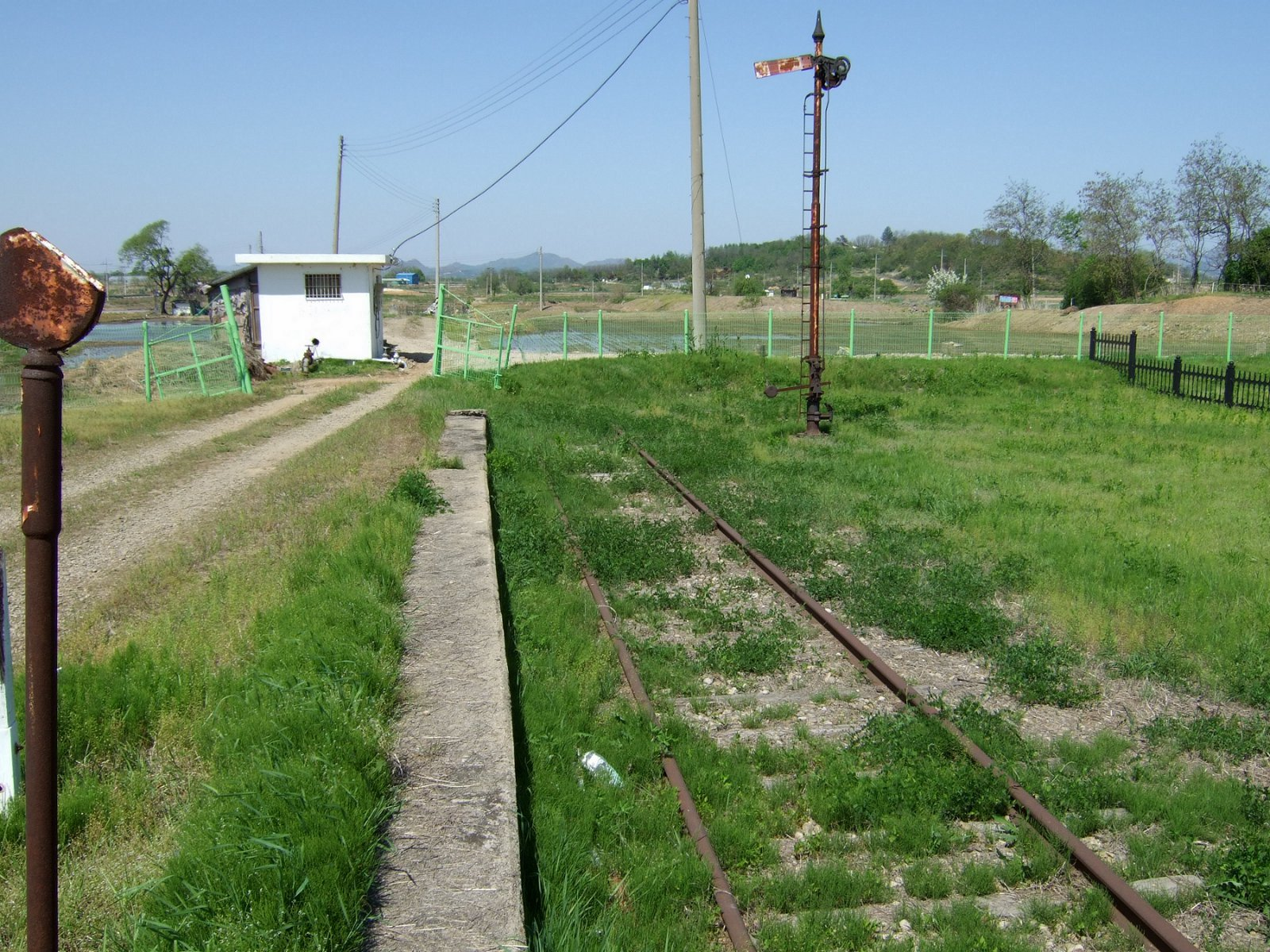
하행(월정리, 원산 방면)
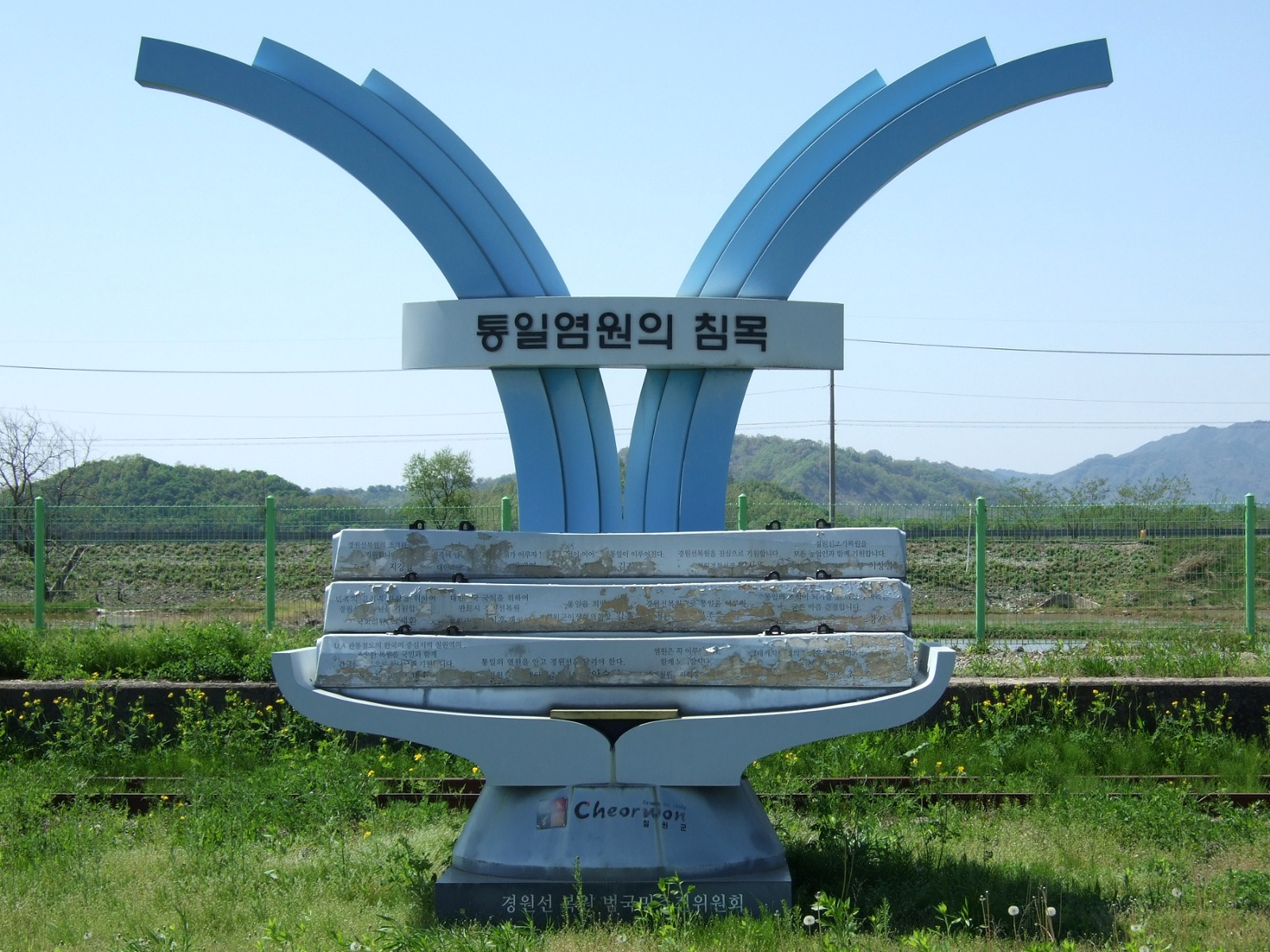
통일염원의 침목 기념비